# Stocznia Gdynia 8234
Der Typ 8234 (auch als Typ Gdynia 4400 bezeichnet) ist ein Containerschiffstyp der Werft Stocznia Gdynia. Von dem Typ wurden drei Einheiten gebaut.

## Geschichte
Die Schiffe wurden zwischen 2002 und 2005 abgeliefert. Auftraggeber waren die Rickmers Reederei in Hamburg, die zwei Schiffe bauen ließ, und die Peter Döhle Schiffahrts-KG, die eines der Schiffe bekam.

## Technische Daten und Ausstattung
Die Schiffe werden von einem Wärtsilä-Sulzer-Dieselmotor des Typs 8 RTA 96 mit 43.920 kW Leistung angetrieben.
Das Deckshaus befindet sich über dem Maschinenraum im hinteren Teil der Schiffe. Es verfügt über sechs Decks mit Einrichtungen für die Schiffsbesatzung sowie das Brückendeck. Die Schiffe sind mit 24 Kabinen ausgestattet, darunter eine Eignerkabine für zwei Personen, zwei Passagierskabinen für je zwei Personen und eine Lotsenkabine, so dass insgesamt 27 Personen untergebracht werden können. Die 20 Kabinen für die Besatzungsmitglieder sind Einzelkabinen.
Vor dem Deckshaus befinden sich sieben Laderäume mit jeweils zwei 40-Fuß-Bays. Hinter dem Deckshaus befindet sich ein 40-Fuß-Laderaum sowie Stellplätze in zwei 40-Fuß-Bays an Deck. In den Räumen finden bis zu 11 Container nebeneinander Platz, an Deck können bis auf die vorderste Luke, auf der 11 Container nebeneinander Platz finden, 13 Container nebeneinander geladen werden.
Die Containerkapazität der Schiffe beträgt 4.444 TEU. 2.051 TEU können unter Deck, 2.393 TEU an Deck geladen werden. Bei homogener Beladung mit 14 t schweren Containern können 3.155 TEU geladen werden. Werden 40-Fuß-Container geladen, finden unter Deck 1.010 FEU (plus 31 TEU) und an Deck 1.194 TEU (plus 5 TEU) Platz. Für Kühlcontainer sind 450 Anschlüsse vorhanden.

## Schiffe
| Stocznia Gdynia 8234 | Stocznia Gdynia 8234 | Stocznia Gdynia 8234 | Stocznia Gdynia 8234 | Stocznia Gdynia 8234                                            |
| Bauname              | Baunummer            | IMO-Nummer           | Ablieferung          | Spätere Namen und Verbleib                                      |
| -------------------- | -------------------- | -------------------- | -------------------- | --------------------------------------------------------------- |
| Cathrine Rickmers    | 8234/1               | 9236523              | 2002                 | Norasia Valparaiso, 2017 in Chittagong verschrottet             |
| Amaranta             | 8234/2               | 9236535              | 2003                 | Norasia Enterprise, YM Portland                                 |
| Maya Rickmers        | 8234/3               | 9236547              | 2005                 | MSC Florida, Florida, 2017 als Florida 1 in Gadani verschrottet |